# (38852) 2000 SR70
2000 SR70 (asteroide 38852) é um asteroide da cintura principal. Possui uma excentricidade de 0.11855160 e uma inclinação de 3.24899º.
Este asteroide foi descoberto no dia 24 de setembro de 2000 por LINEAR em Socorro.